# Luciano Martins (Fußballspieler)
Luciano Luís Turconi Martins (* 3. März 1963 in Porto Alegre) ist ein ehemaliger brasilianischer Fußballspieler.

## Karriere
Luciano Martins kam 1987 vom portugiesischen Verein Portimonense SC zum FC 08 Homburg in die Bundesliga. In der Saison 1987/88 absolvierte er 19 Spiele. Nach einer Saison kehrte er nach Portugal zurück und hatte insgesamt 34 Einsätze in der Primeira Liga. Anschließend hatte er Verträge bei drei Vereinen in Finnland.